# Broșteni (okręg Aluta)
Broșteni – wieś w Rumunii, w okręgu Aluta, w gminie Găvănești. W 2011 roku liczyła 396 mieszkańców.